# Chiesa di Nostra Signora (Arnstadt)
La chiesa di Nostra Signora (in tedesco Liebfrauenkirche) è una chiesa evangelica della città tedesca di Arnstadt.

## Storia

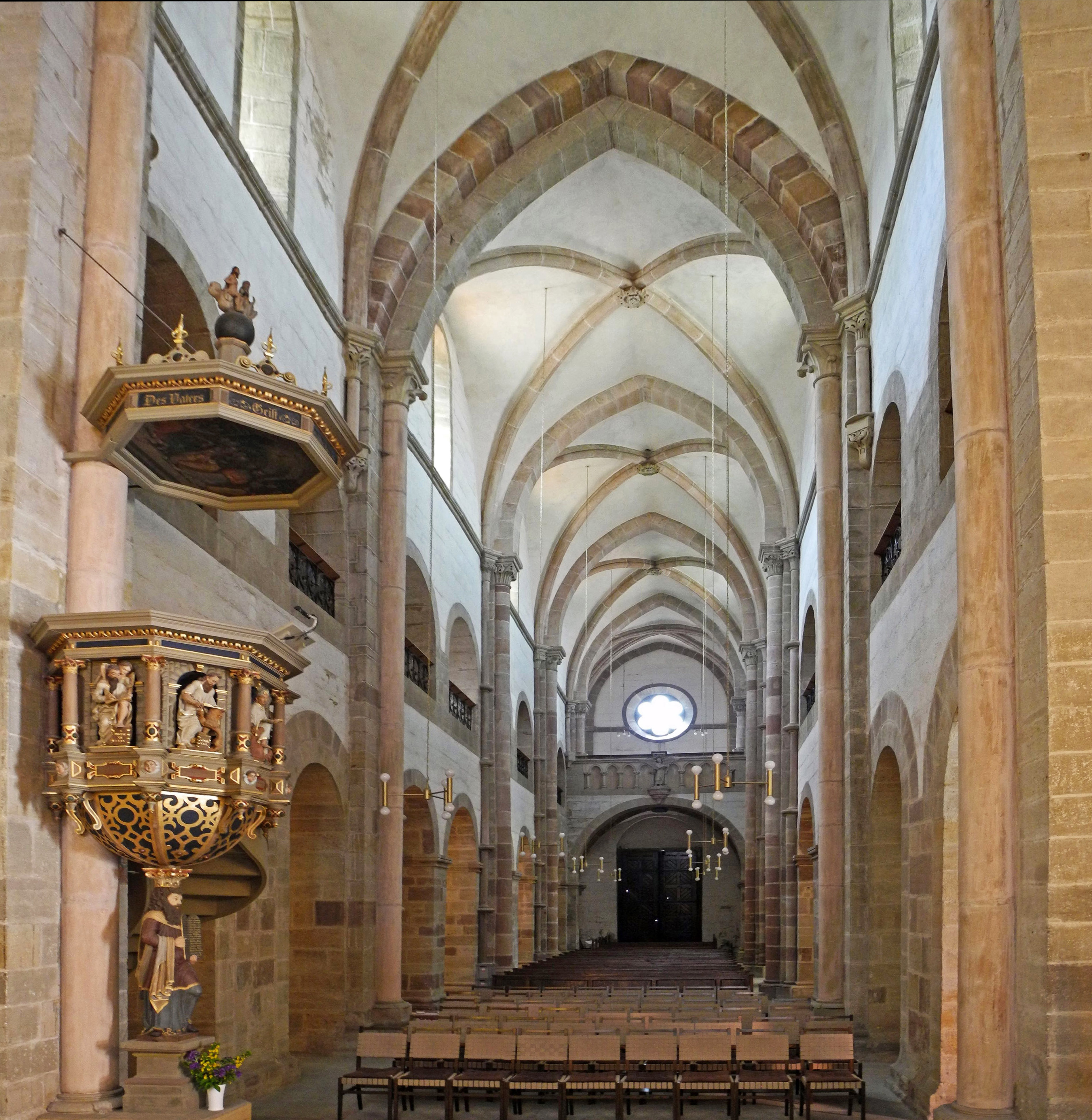
L'interno

Iniziata nel XIII secolo a pianta basilicale, venne modificata intorno al 1240 aggiungendovi un transetto.

## Caratteristiche
Si tratta di una chiesa a tre navate con transetto e absidi.
All'interno notevoli l'altare tardogotico del 1498 e la tomba del conte Günther XXV, del 1368.

### Fonti
- (DE) Karl-Heinz Hüter et al., Architekturführer DDR. Bezirk Erfurt, 1ª ed., Berlino (Est), VEB Verlag für Bauwesen, 1979,  p. 99, ISBN non esistente, IDN 800368991.

### Testi di approfondimento
- (DE) H. Möbius, Die Liebfrauenkirche zu Arnstadt, in Das christliche Denkmal, vol. 46, Berlino (Est), 1959, ISSN 0578-0241 (WC · ACNP).
- (DE) Hans-Ulrich Orban, Liebfrauenkirche Arnstadt, 4ª ed., Ratisbona, Schnell & Steiner, 2008, ISBN 978-3-7954-5724-2.